# Henning Bender (håndboldspiller)
 For alternative betydninger, se Henning Bender. (Se også artikler, som begynder med Henning Bender)
Henning Bender (født 29. marts 1937 i København - 16. juli 2013) var en dansk håndboldspiller som spillede i Helsingør IF och i 1959 spillede to landskampe for det danske landshold.